# AB – Credit
AB – CREDIT a.s. (dříve AB – REAL Plzeň, a.s.) je česká společnost zaměřená na vymáhání pohledávek.
Společnost byla založena v roce 1991, v roce 1995 odkoupila od Kreditní banky Plzeň za 1 miliardu pohledávky z jejího portfolia a následně došlo k navýšení základního kapitálu na 1,6 miliardy korun.
V roce 2003 se jediným akcionářem stala Česká pojišťovna.
13. června 2006 PPF Group prodala svůj podíl společnosti Trunk Invest sídlící na Britských Panenských ostrovech, která ho o dva dny později dále prodala společnosti Credis Invest. Novou mateřskou skupinou se tak stala PPF Investments.
1. února 2007 AB – Credit uzavřel s holdingem Via Chem Group smlouvu o odloženém nákupu 55 % podílu ve společnosti Campaspol Holding (CH), které k témuž datu půjčil 85 milionů korun. 3. července půjčil CH dalších 580 milionů korun. 16. července 2007 se CH stala jediným akcionářem společnosti Chapelco, která přes společnost Český olej vlastní 90,7 % akcií Setuzy.
V prosinci 2013 poskytla dlouhodobý úvěr kyperské společnosti Copperbow Assets, která má 90 % podíl ve společnosti Eden Arena, vlastnící fotbalový stadion v Praze-Vršovicích. Jan Kolací, člen dozorčí rady AB – Credit, je jediným členem představenstva společnosti Eden Arena.